# Hydroporus tatianae
Hydroporus tatianae là một loài bọ cánh cứng trong họ Bọ nước. Loài này được Fery & Petrov miêu tả khoa học năm 2006.